# 普里莫 (內華達州)
普里莫（英語：Primeaux）是位於美國內華達州尤里卡縣的非建制地區。

## 地理
普里莫所處的海拔為高於海平面1743米（即5719英呎），而該地所採用的時區為UTC-8，即太平洋时区（PST）。同時該地設有夏令時間，為UTC-8調快一小時，即UTC-7（PDT）。